# Unknown Brain
Unknown Brain és un grup de música electrònica fundat per dos joves alemanys anònims el novembre del 2016. Els integrants tenen deu anys d'experiència i formació en l'àmbit musical. Se'ls coneix per fer produccions melòdiques i creatives.
Van tenir un primer llançament aclamat pel públic, «Superhero». El 2020, després d'un descans de sis mesos, van llançar el tema «Dancing On The Moon» amb el vocalista Luke Burr, seguit de «Dead» amb Kazhi. Poc abans de llançar l'àlbum de debut, van avançar-ne «I'm Sorry Mom» i «Phenomenon». El disc en qüestió, titulat Faceless i publicat el 27 de novembre, consta de 17 cançons i és el primer de llarga durada de NoCopyrightSounds. Combina els gèneres de future bass, future house, trap i pop. Aquell any van aconseguir milions de reproduccions gràcies a la refinació del so i van créixer en popularitat dins la comunitat de la música electrònica. A la plataforma Spotify es van consolidar amb dos milions d'oients mensuals.
El duet forma part de la discogràfica NoCopyrightSounds, però també ha pertangut a Spinnin' Records i Trap Nation.

## Discografia

### Àlbums
- Faceless (2020)

### Senzills
- «Separate Ways» (2016)
- «Superhero» (2016) (amb Chris Linton)
- «Saviour» (2017) (amb Chris Linton)
- «Perseus» (2017) (amb Chris Linton)
- «MATAFAKA» (2017) (amb Marvin Divine)
- «Wassup» (2017) (amb Sushii Boiis)
- «Inspiration» (2017) (amb Aviella)
- «Kuyenda» (2017) (amb Lennart Schroot i SRU)
- «Forgive Me» (2017) (amb Harley Bird)
- «Roots» (2017) (amb Attxla)
- «Twisted Reality» (2017) (amb Anna Yvette)
- «Dancing On The Moon» (2020) (amb Luke Burr)
- «Dead» (2020) (amb Kazhi)
- «I'm Sorry Mom» (2020) (amb Kyle Reynolds)
- «Phenomenon» (2020) (amb Dax, Hoober i VinDon)
- «Rooftop» (2021) (amb Iyaz i Shiah Maisel)
- «Let's Drink Bleach» (2022) (amb Kyle Reynolds)
- «Fuck It» (2022) (amb DeathByRomy)
- «Song For You» (2022) (amb Sebastian Krenz)